# Agneta Andersson
Agneta Andersson (n. 25 aprilie 1961, Karlskoga, Comitatul Örebro, Suedia – d. 8 octombrie 2023, Karlskoga, Comitatul Örebro, Suedia) a fost o caiacistă suedeză, medaliată olimpică. A participat la 5 ediții ale Jocurilor Olimpice (1980, 1984, 1988, 1992, 1996) în care a câștigat 3 medalii de aur, două medalii de argint și două medalii de bronz.